# Isabel Martínez Abascal
Isabel Martínez Abascal (Madrid, 1984) es una arquitecta y curadora española. 

## Trayectoria profesional
Durante su trayectoria académica, realizó estudios de arquitectura en la Universidad Politécnica de Madrid, en la Technische Universität de Berlín con una beca Erasmus (2006-2007) y en la Vastu Shilpa Foundation de Ahmedabad, India con el arquitecto Balkrishna Doshi.
Colaboró en despachos como SANAA (Tokio), Aranguren & Gallegos (Madrid), Anupama Kundoo (Berlín) y Pedro Mendes da Rocha (São Paulo).
De 2009 a 2010 realizó estudios de posgrado en la Escola da Cidade en São Paulo. Posteriormente fue profesora de proyectos en la misma institución durante 6 años. Asimismo, en São Paulo abrió la oficina ARQUITE(C)TURA desde la cual desarrolló diversos proyectos.
En ese período participó como profesora en el XXIV Taller Internacional de Cartagena, en la Bienal Iberoamericana de Medellín 2010, en el Seminario Internacional de Curitiba 2012 y en el Workshop Rio Olympics de la California College of the Arts 2012. Formó parte de la curaduría de la X Bienal de Arquitectura de São Paulo, 2013 y curó la exposición 13 para el ciclo inaugural del Museo La Conservera, Murcia 2014 y la exposición Instrumentos Visionarios de la artista Almudena Lobera para el Museo ECCO, Cádiz 2015.
En Ciudad de México fundó en colaboración con el arquitecto Alessandro Arienzo, el estudio de arquitectura LANZA ATELIER en 2015. El taller  desarrolla proyectos que buscan no sólo generar una experiencia espacial, sino también sensorial y de pensamiento. El leitmotiv de su práctica es encontrar y contribuir a la belleza del mundo.
De 2015 a 2017 fue directora ejecutiva de  LIGA, Espacio para Arquitectura, proyecto establecido en la Ciudad de México en donde se promueve la arquitectura contemporánea latinoamericana a través de exposiciones, conferencias y talleres..
Recibió diferentes premios en el contexto arquitectónico y publicó diversos artículos para revistas especializadas como Domus, Wallpaper y Avery Review.

## Obras y exposiciones

#### Obras
1. Casa Jajalpa
2. Casa T
3. Consultorio PP
4. Pabellón Centro Comunitario
5. Casa L
6. Kioscos y baños públicos

#### Exposiciones
1. Passersby Series No.1: Jerry Grotowsky para el Museo Jumex en la Ciudad de México.
2. Exposición Teo Hernández
3. Exposición en La Tallera
4. Exposición Arte para la Nación
5. Exposición Gerzso
6. Exposición 13
7. Exposición Almudena Lobera

#### Proyectos
1. Escenografía del Premio Firenze Entremuros 2020.
2. Pasajeros 02
3. Pasajeros 01
4. Libro Fundamental Acts
5. ArteBA (photobooth)
6. Pabellón Simulacro
7. Pabellón 6x6x6

### Premios
1. 2011: Primer premio en el concurso de Vivienda del Futuro: This is Tomorrow de la Fundación Miguel Fisac
2. 2011: Mención de honor en el Concurso Videourbana de la Bienal Iberoamericana de Cádiz (2012)
3. 2013: Mención de honor en el Concurso TRANSITARTE del Ministerio de Educación, Cultura y Deporte.

#### Con Lanza Atelier
1. 2016: Mención de honor en el Concurso para el Pabellón del Museo del ECO
2. Mención de honor en el concurso de Hotel Diseño
3. 2016: Premio Mies Crown Hall Award Prize for Emerging Architects. Nominados.
4. 2016: Premio de la Bienal Iberoamericana de Arquitectura 2016. Nominados.
5. 2017: The League Prize. Ganadores.[7]
6. 2019: Premio Debut de la Trienal de Lisboa. Nominados.[8][9]